# Włodzimierz Ściegienny
Włodzimierz Ściegienny (ur. 11 listopada 1921, zm. 10 marca 1990) – polski architekt i malarz, związany z Częstochową.

## Życiorys
Ukończył studia na Wydziale Architektury Politechniki Krakowskiej oraz w Akademii Sztuk Pięknych w Krakowie. Podczas studiów poznał swoją przyszłą żonę Karolinę - malarkę, rzeźbiarkę i witrażystkę. W latach 50. XX wieku małżeństwo Ściegiennych przeprowadziło się do Częstochowy. Z tym miastem związana jest większość życia zawodowego i twórczego Włodzimierza Ściegiennego. Tu zrealizowane zaprojektowane przez niego obiekty: pierwszy pawilon Rezerwatu Archeologicznego Kultury Łużyckiej (1963), kompleks budynków Miejskiej Galerii Sztuki Pałac Ślubów (1980), pawilony "Cepelii" oraz wieżowce i budynek dawnej restauracji Adria przy al. Armii Krajowej. Był również autorem wystroju częstochowskich kościołów: św. Antoniego Padewskiego (ołtarze boczne) oraz kaplicy w kościele św. Barbary oraz świątyń w Żytnie i Parzymiechach. Był także autorem rzeźby "Pani Kowalska", znajdującej się przy fontannie na częstochowskim Skwerze Solidarności. Wykonał serię exlibrisów Rezerwatu Archeologocznego oraz ponad 60 medali, znajdujących się obecnie w Muzeum Medalierstwa Zakładu Narodowego im. Ossolińskich we Wrocławiu. Jego prace wystawiane były na kilkuset wystawach w kraju i za granicą.

Był członkiem Stowarzyszenia Architektów Polskich oraz Związku Polskich Artystów Plastyków. W 2005 roku Karolina Ściegienny wraz ze Stowarzyszeniem Przyjaciół Gaude Mater wydała album „Ars Longa, Vita Brevis”, poświęcony jego twórczości.

## Galeria

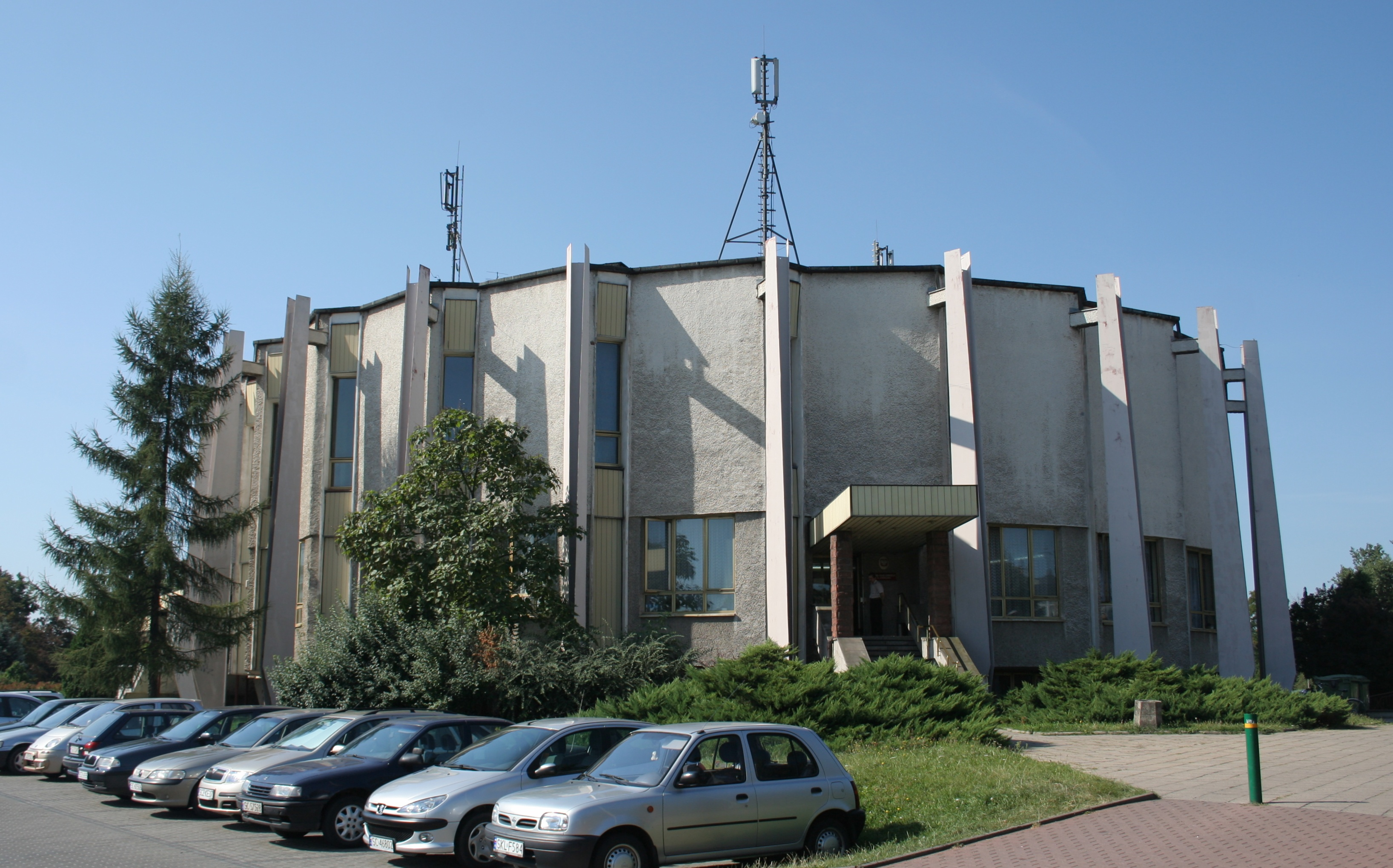
Pałac Ślubów w Częstochowie
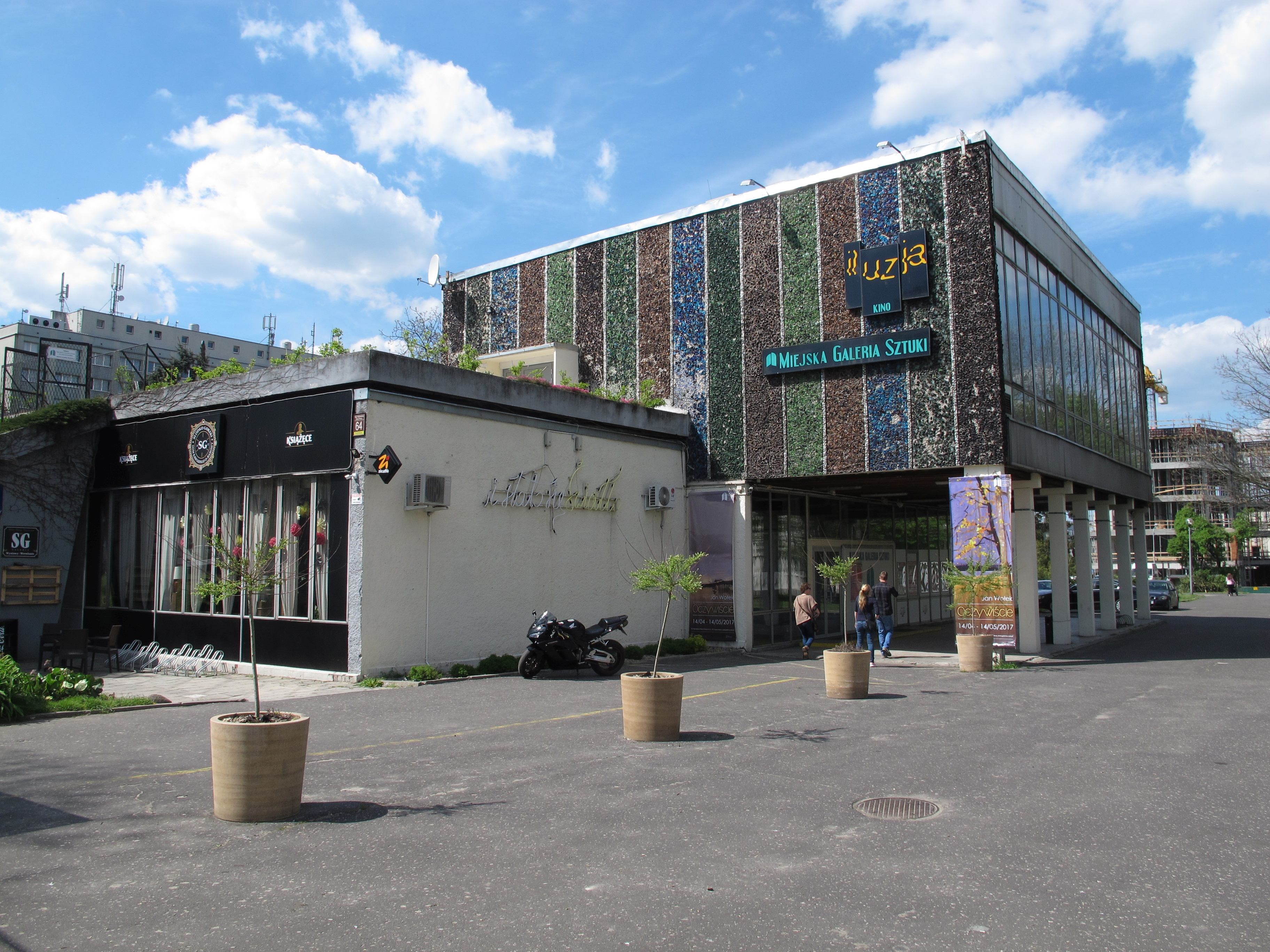
Miejska Galeria Sztuki w Częstochowie
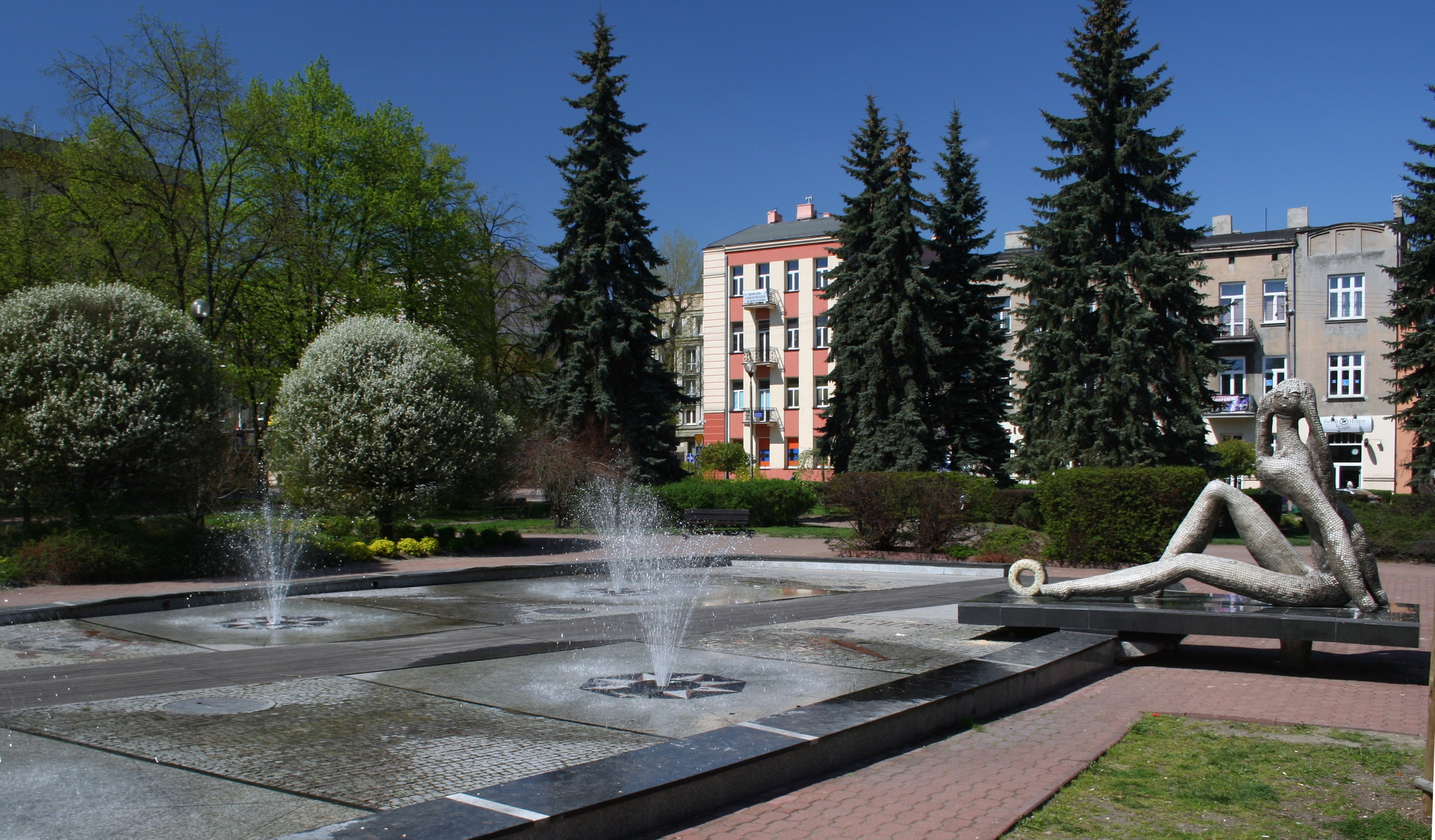
Fontanna na Skwerze Solidarności z rzeźbą "Pani Kowalska"
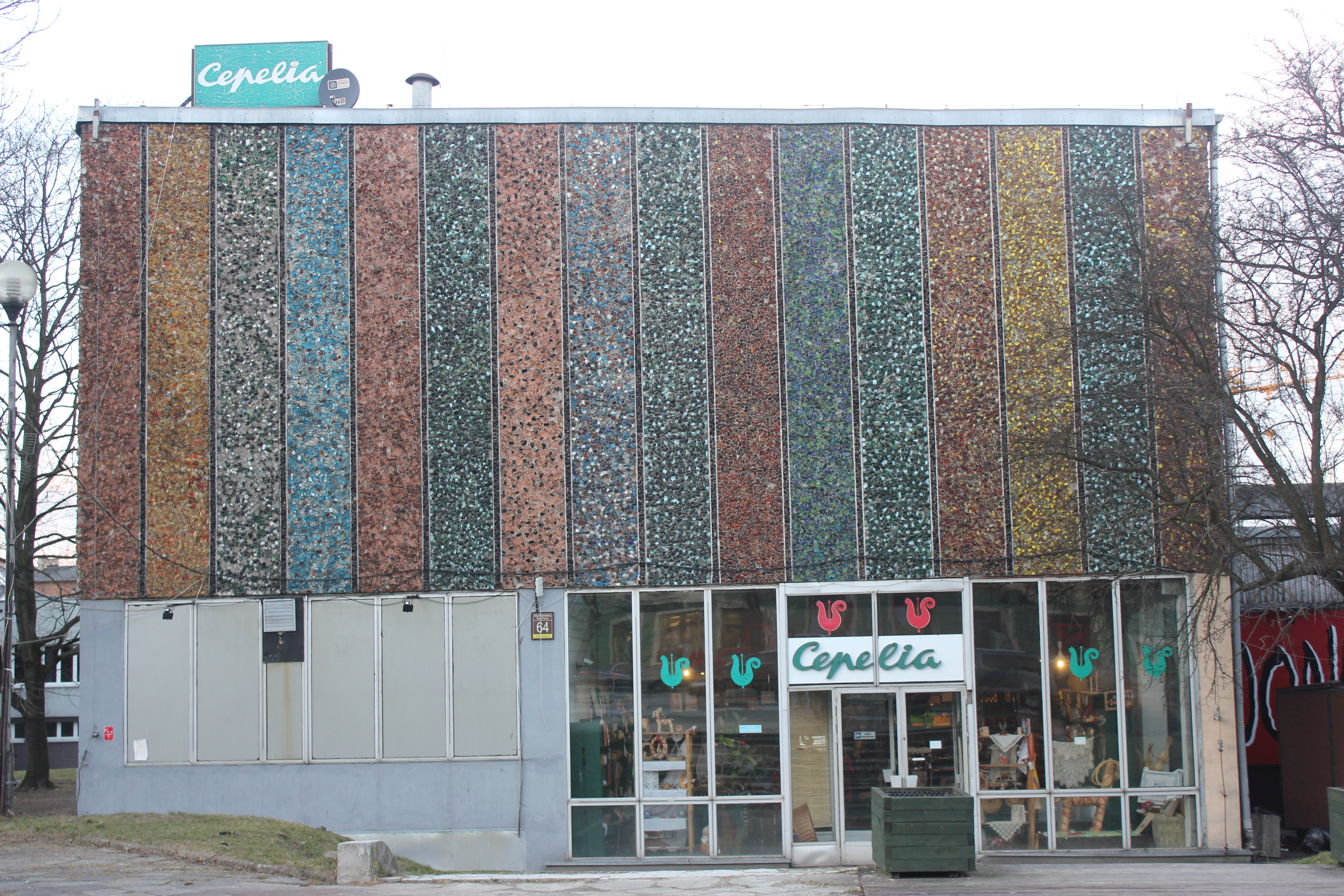
Pawilon "Cepelii" w Częstochowie
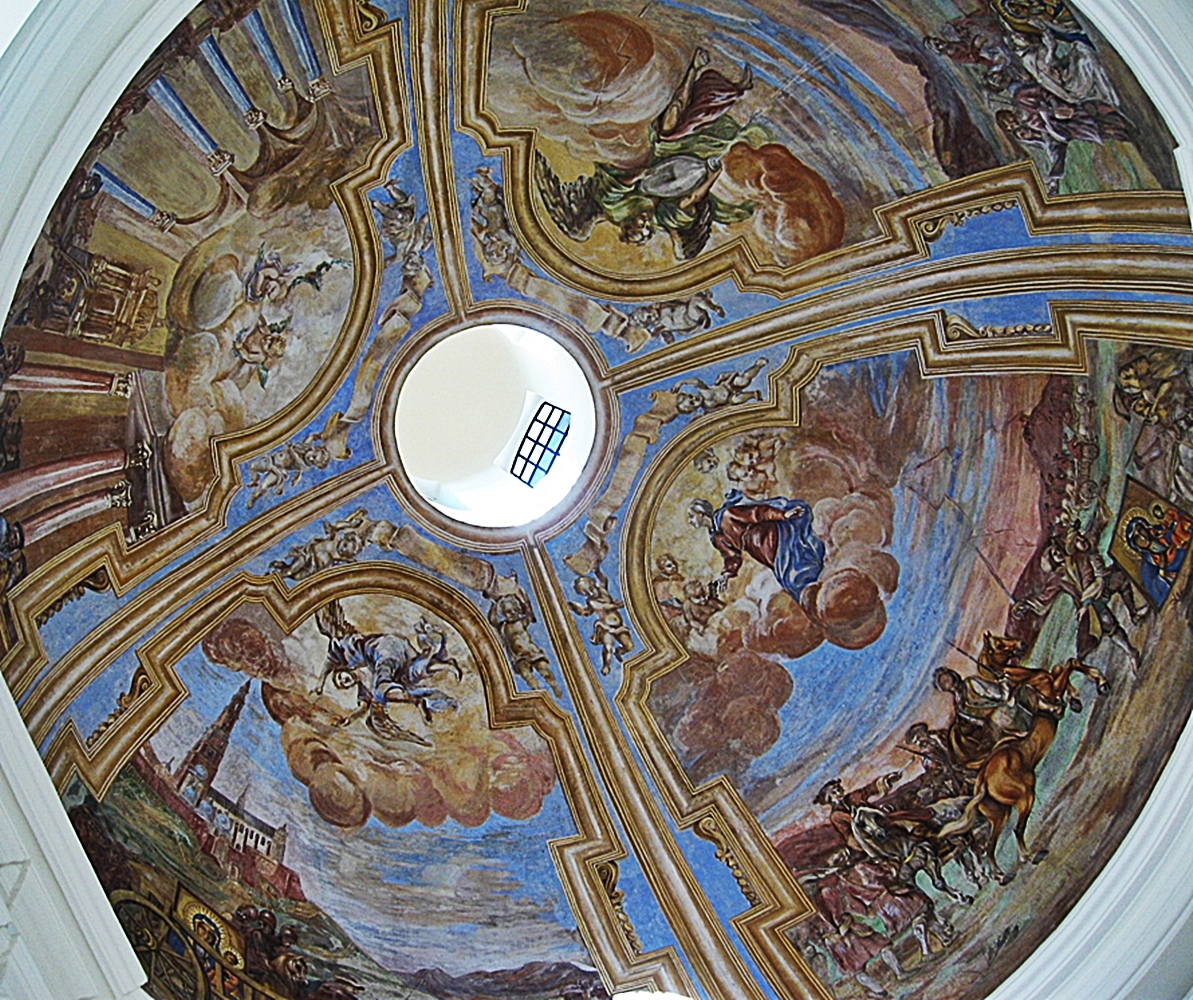
Sklepienie kaplicy przy kościele św. Barbary w Częstochowie